# Eastern Goldfields Railway
De Eastern Goldfields Railway is een spoorweg tussen Northam en Kalgoorlie in West-Australië. De spoorweg werd tussen 1894 en 1897 door Western Australian Government Railways (WAGR) aangelegd.

## Geschiedenis
De Eastern Railway, van Perth naar Northam, opende in fases in de jaren 1880-90. De Eastern Goldfields Railway werd in het verlengde van deze lijn aangelegd, om Perth met de oostelijke goudvelden te verbinden. De Eastern Goldfields Railway werd in fases aangelegd tussen 1894 en 1897:
- Northam - Southern Cross: 281,9 km (geopend op 1 juli 1894)
- Southern Cross - Boorabbin: 97,7 km (geopend op 1 juli 1896)
- Boorabbin - Kalgoorlie: 125,8 km (geopend op 1 januari 1897)

De pijpleiding van het Goldfields Water Supply Scheme werd later langs de spoorweg aangelegd. C.Y. O'Connor was de hoofdingenieur van zowel de spoorweg als de pijpleiding.
In oktober 1917 werd de Trans-Australian Railway tussen Port Augusta en Kalgoorlie afgewerkt. Dit traject kende een normaalspoor spoorwijdte. De Eastern en Eastern Goldfields Railway lagen in smalspoor. Dat maakte van Kalgoorlie een omschakelstation.
De Trans Australian, The Kalgoorlie en The Westland reden over de Eastern Goldfields Railway.

### Omsporing
Na het goedkeuren van de Railways (Standard Gauge) Construction Act van 1961 werden de plannen voor het omsporen van het spoorwegnetwerk van West-Australië  ten uitvoer gebracht. De Eastern Goldfields Railway werd drierailig. Sindsdien kunnen zowel normaalspoortreinen als smalspoortreinen over de spoorweg rijden. Er werd ook van de gelegenheid gebruik gemaakt om andere werken uit te voeren. 
Tussen Northam en Southern Cross werd de spoorweg verlegd om het aantal overwegen, de scherpte van de bochten en de hellingsgraad te beperken.
Tussen Southern Cross en Kalgoorlie werd de spoorweg meer naar het noorden verlegd. De heraanleg zorgde zo voor toegang tot de ijzerertsvoorraden van Koolyanobbing. Het ijzererts wordt sindsdien per spoor naar de hoogovens van Australian Iron and Steel in Kiwana nabij Perth vervoerd. De eerste officiële normaalspoortrein met ijzererts uit Koolyanobbing kwam toe in Kiwana op 10 juli 1967.
Op 3 augustus 1968 werd het nieuwe traject tussen Kalgoorlie en Koolyanobbing geopend. Op 4 november 1968 kwam de eerste normaalspoortrein uit Port Pirie toe in Perth.

## 21e eeuw
In 2005 werden verdere verbeteringswerken ondernomen. De acht wijksporen van Bodallin, Darrine, Wallaroo, Lake Julia, Grass Valley, Bungulla, Booraan en Seabrook werden verlengd om verkeer van treinen tot 1.800 meter toe te laten. De laatste 76 kilometer houten dwarsliggers werden vervangen door betonnen dwarsliggers.
Journey Beyonds Indian Pacific rijdt over de Eastern Goldfields Railway op weg van Perth naar Sydney of omgekeerd.
Transwa legt de MerredinLink en The Prospector in. De MerredinLink vervoerd reizigers tussen Perth en Merredin, The Prospector tussen Perth en Kalgoorlie.
De lijn wordt ook bereden door vrachtvervoer van binnen en buiten de staat, ingelegd door Aurizon, Mineral Resources, Pacific National en SCT Logistics. CBH Group rijdt graantreinen over de lijn.

## Galerij

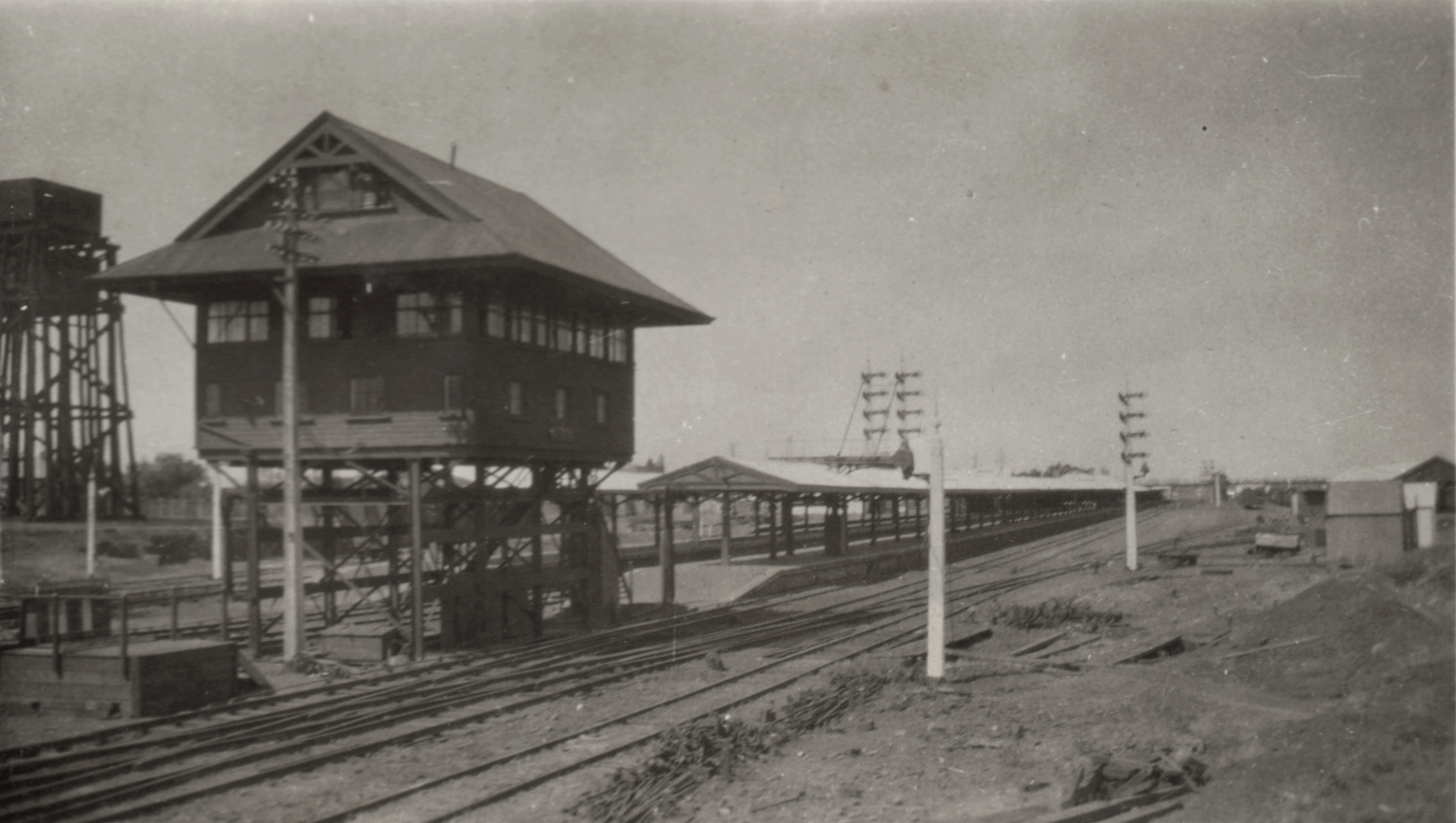
Kalgoorlie Station 1930
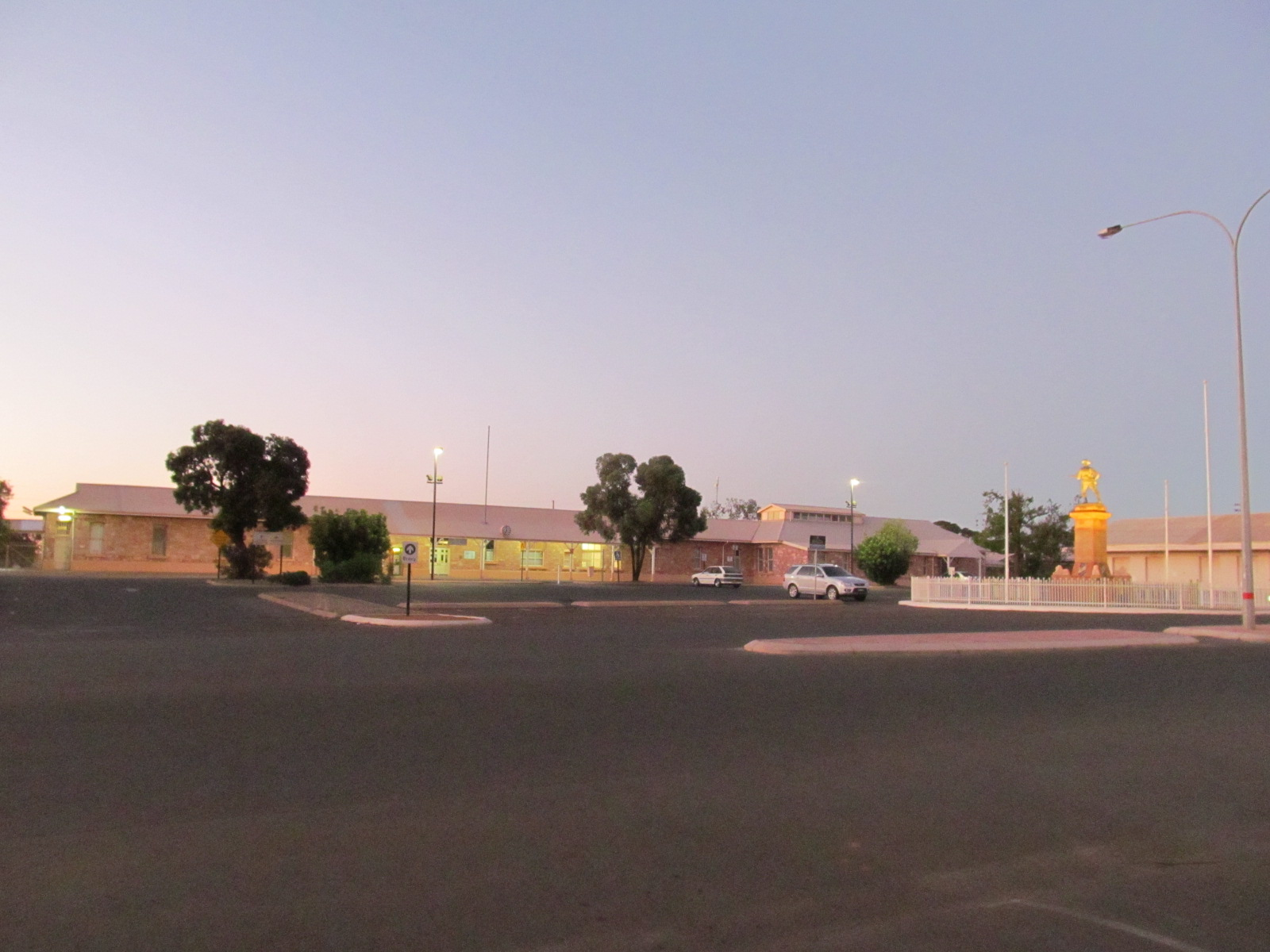
Kalgoorlie Station 2013
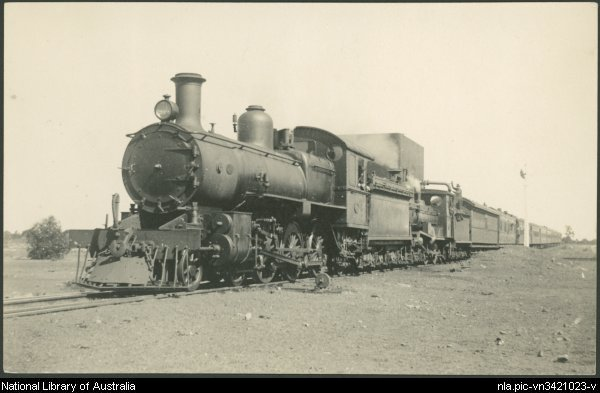
WAGR trein Bullabulling jaren 1930
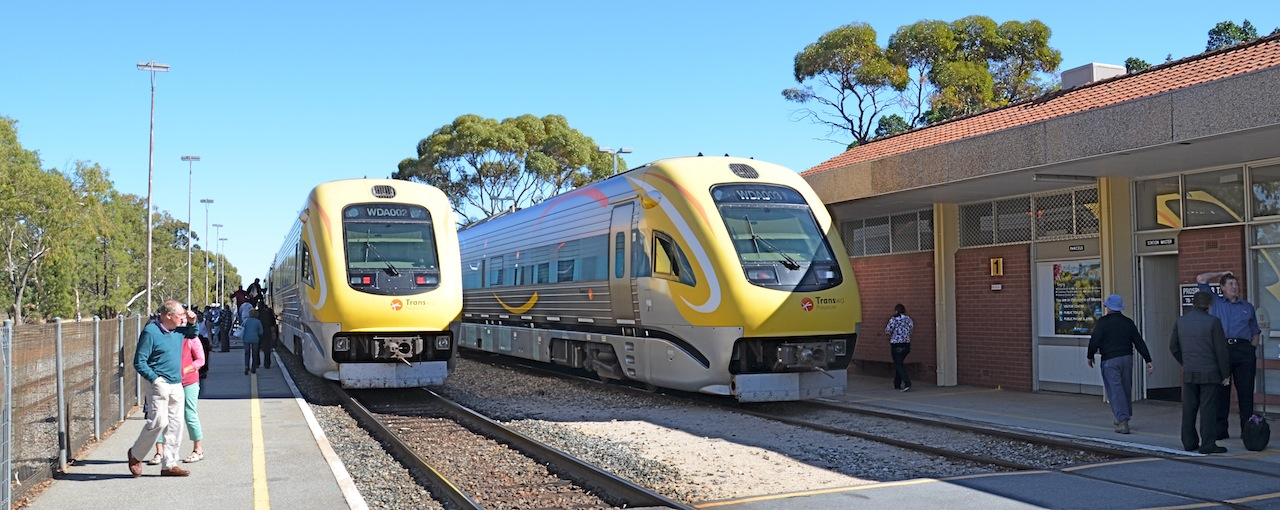
The Prospector & MerredinLink in Merredin Station 2014
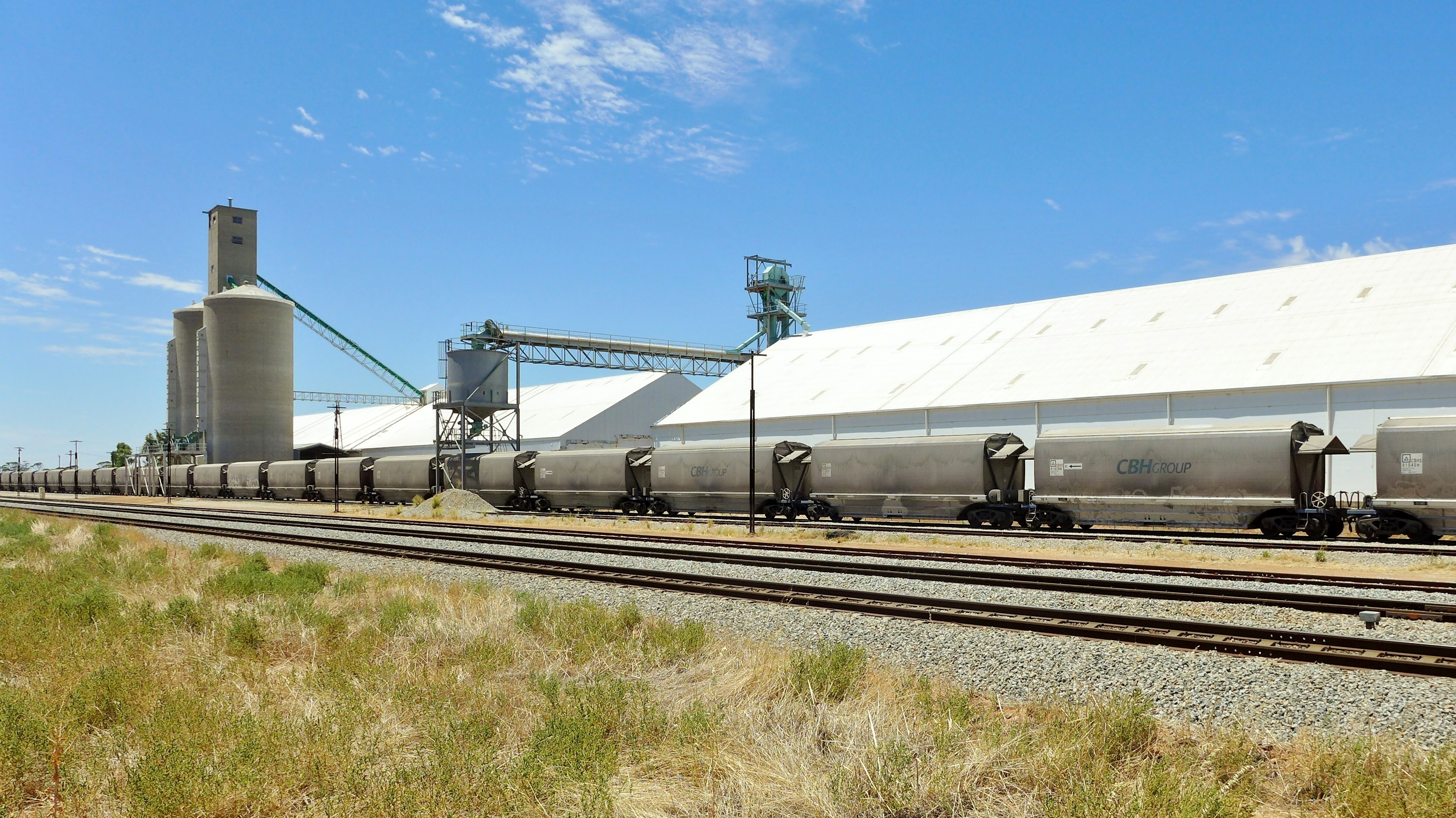
Cunderin CBH Group faciliteiten 2015